# Claudius Dornier
Claude "Claudius" Honoré Desiré Dornier (Kempten, Alemanha, 14 de maio de 1884 — Zug, Suíça, 5 de dezembro de 1969) foi um fabricante de aviões e fundador da empresa Dornier e Wehrwirtschaftsführer o regime nazista. Seu legado permanece nos aviões que receberam seu nome depois de sua morte, incluindo o Dornier Do 18 e o Dornier Do X o "barco voador" de 12 motores, por décadas o maior e mais poderoso avião do mundo.
Filho de Dauphin-Désiré Dornier um francês importador de vinhos e sua esposa alemã, Mathilde Buck, Claude Dornier nasceu na Baviera, onde cresceu e frequentou a escola, tendo a ciência como o seu principal interesse. Dornier, em seguida, mudou-se para Munique, onde graduou-se em 1907 na Universidade Técnica.
Como engenheiro, trabalhou em cálculos de resistência na Nagel Engineering Works, em Karlsruhe. Em 1910, ele se juntou a Luftschiffbau Zeppelin em Friedrichshafen, onde sua capacidade rapidamente atraiu a atenção de Ferdinand von Zeppelin. Logo foi designado como orientador da equipe científica. Dornier começou a criar novos desenhos, estudar materiais e ligas metálicas e estruturas mais leves e mais tarde a projetar grandes hidroaviões. Dornier é também reconhecido na história da aviação alemã por seu projeto único de propulsores.
Frequentemente empregava dois motores em linha com uma hélice tratora na parte frontal (que puxava a aeronave para a frente) e outra propulsora na parte traseira (que a empurrava para a frente).
Seu segundo filho, Peter Dornier (1917-2002) tomou parte na reconstrução da indústria da aviação alemã depois da Segunda Guerra Mundial. Ele era também conhecido por várias inovações, incluindo o Dornier Do 335 e por fazer o protótipo da aeronave de transporte a jato de decolagem vertical, o Dornier Do 31.
A empresa Dornier fabrica atualmente equipamentos médicos, como um litotriptor para tratar pedras nos rins.